# Amon-Min
Dans la mythologie égyptienne, Amon-Min est un dieu ithyphallique car représenté, tel Priape, le phallus horizontal.
Son principal temple est à Coptos et son offrande préférée est la salade, censée selon les anciens Égyptiens, favoriser la fertilité.
Il fait partie des dieux emmaillotés comme Osiris, Ptah et Khonsou.

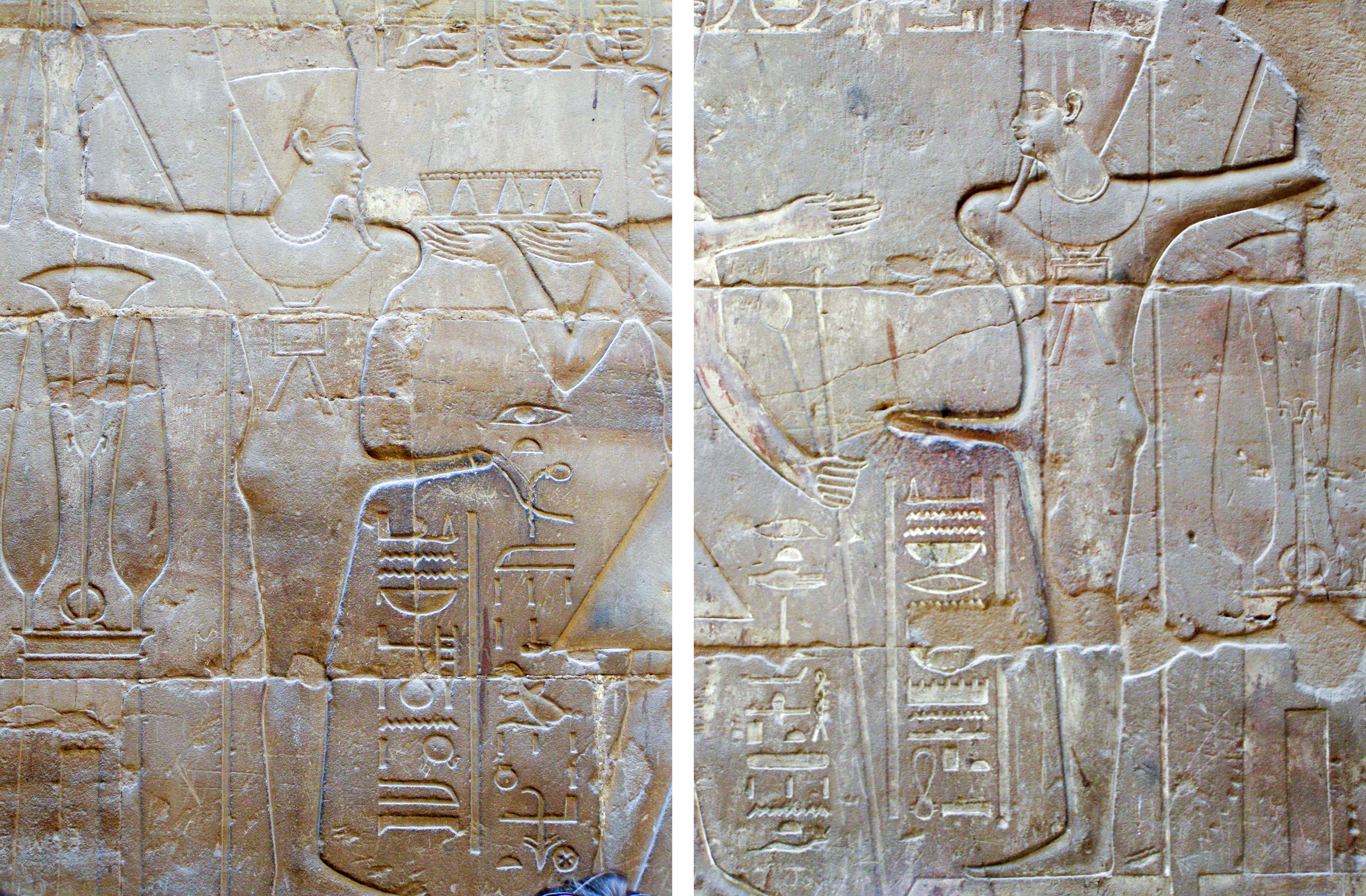
Représentations d'Amon-Min - Temple d'Amon (Thèbes) - Louxor - Égypte.